# Boluspor Kulübü
El  Boluspor Kulübü és un club de futbol turc de la ciutat de Bolu.

## Història
El Boluspor va ser fundat l'any 1965. Durant vint temporades jugà la primera divisió turca assolint com a millor posició una tercera la temporada 1973-74. També fou un cop finalista de la copa turca.

## Palmarès
- Copa del Primer Ministre turca de futbol (2): 1969/70, 1980/81
- Copa TSYD (1)

## Trajectòria esportiva
- Primera divisió: 1970-1979, 1980-1985, 1986-1992
- Segona divisió: 1965-1970, 1979-1980, 1985-1986, 1992-1996, 1997-2001, 2007-
- Tercera divisió: 1996-1997, 2001-2002, 2005-2007

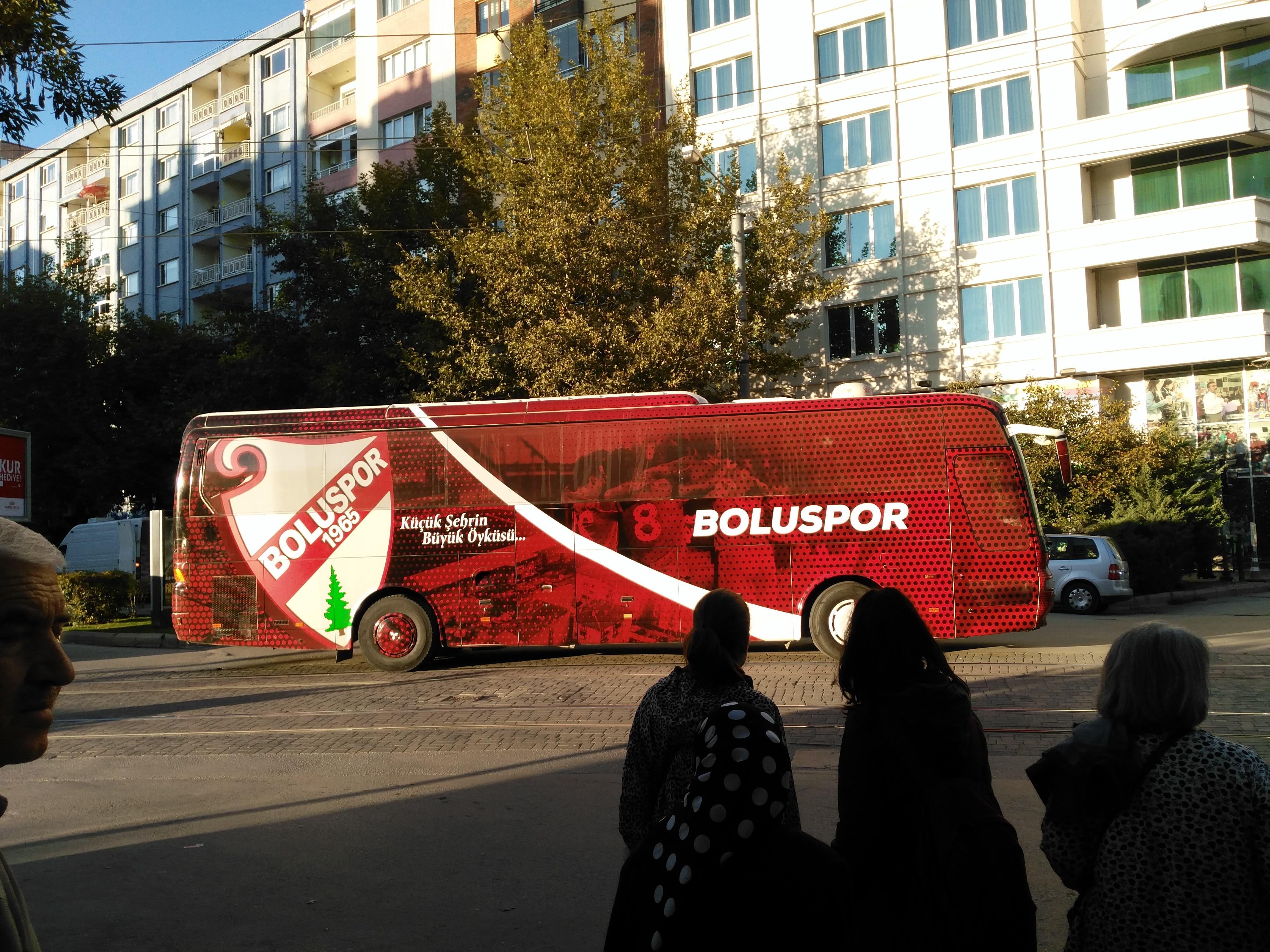
Autubús del Boluspor Kulübü.

- Quarta divisió: 2002-2005

## Jugadors destacats
- Sinan Alayoğlu
- Sadullah Acele
- Mehmet Özgül (Çilli Mehmet)
- Rıdvan Dilmen
- Sercan Görgülü
- Fatih Uraz
- Müfit İkizoğlu
- Recep Çetin
- Şenol Fidan
- Faruk Yiğit
- Erkan Avseren